# Нескучанська Дача
Нескуча́нська Да́ча — заповідне урочище (лісове) в Україні. Об'єкт природно-заповідного фонду Сумської області. 
Розташоване в межах Тростянецького району Сумської області, між містом Тростянець і селом Мащанка. 

## Опис
Площа 11,9 га. Статус надано згідно з розпорядженням виконкому Сумської обласної Ради депутатів трудящих від 28.07.1970 року № 456-р, зі змінами відповідно до рішень облвиконкому Сумської обласної ради народних депутатів від 31.12.1980 року № 704 та Сумської обласної ради від 25.12.2002 року «Про оптимізацію мережі і зміну назв територій та об'єктів природно-заповідного фонду області місцевого значення». Перебуває у віданні Мащанської сільської ради і ДП «Тростянецький лісгосп» (Нескучанське л-во, кв. 12, діл. 8-10, кв. 13, діл. 4, 6, 10-11). 
Статус надано з метою збереження унікального високобонітетного дубово-модрино-ясеневих насаджень, закладених у 1893—1897 рр. 
Червоної книги України. 
У 2009 році заповідне урочище «Нескучанська Дача» ввійшло до складу Гетьманського національного природного парку. 

## Галерея

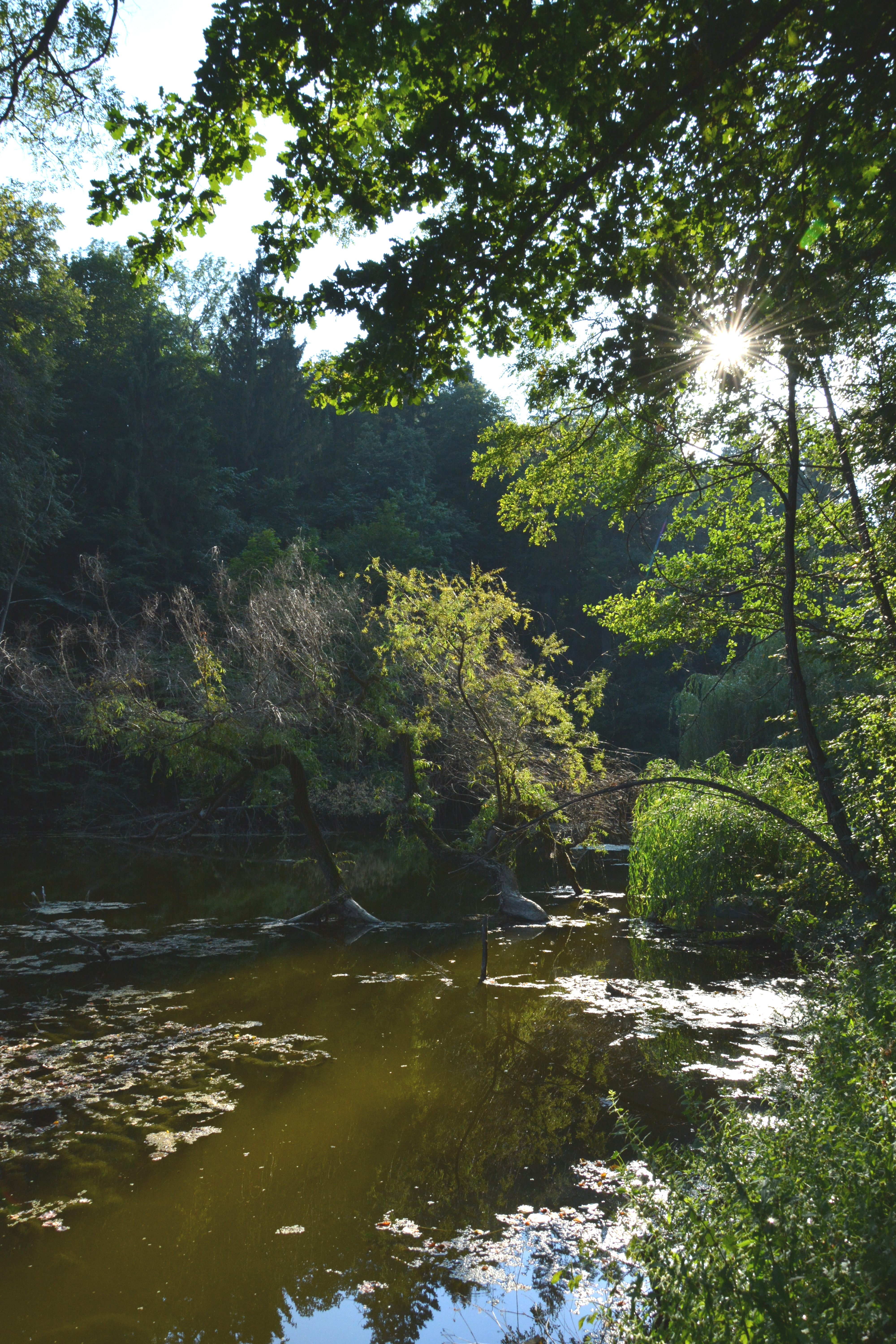
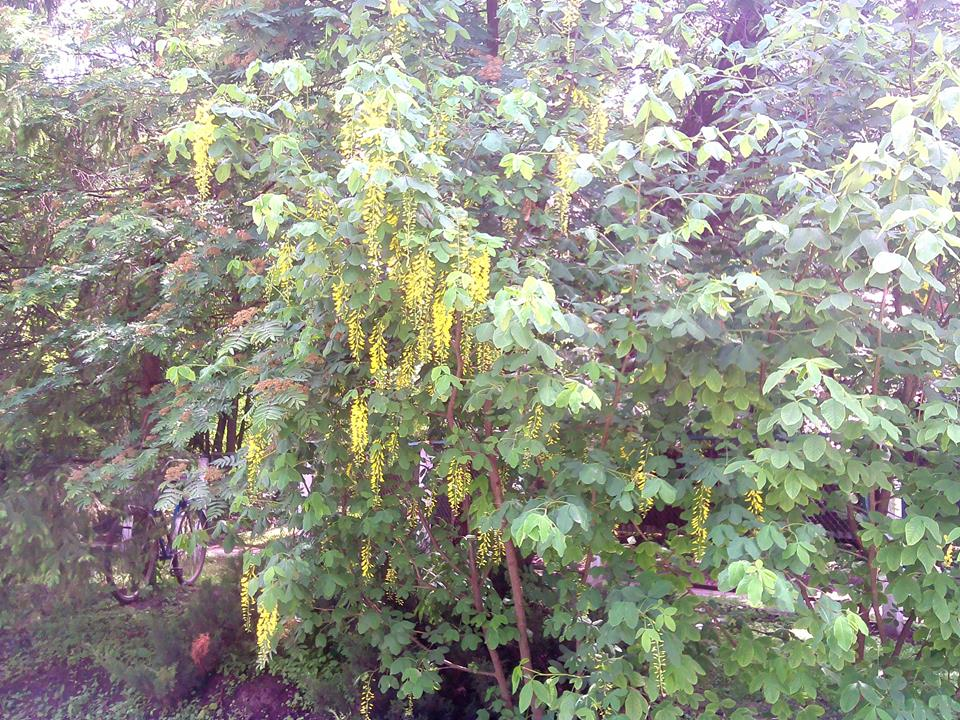
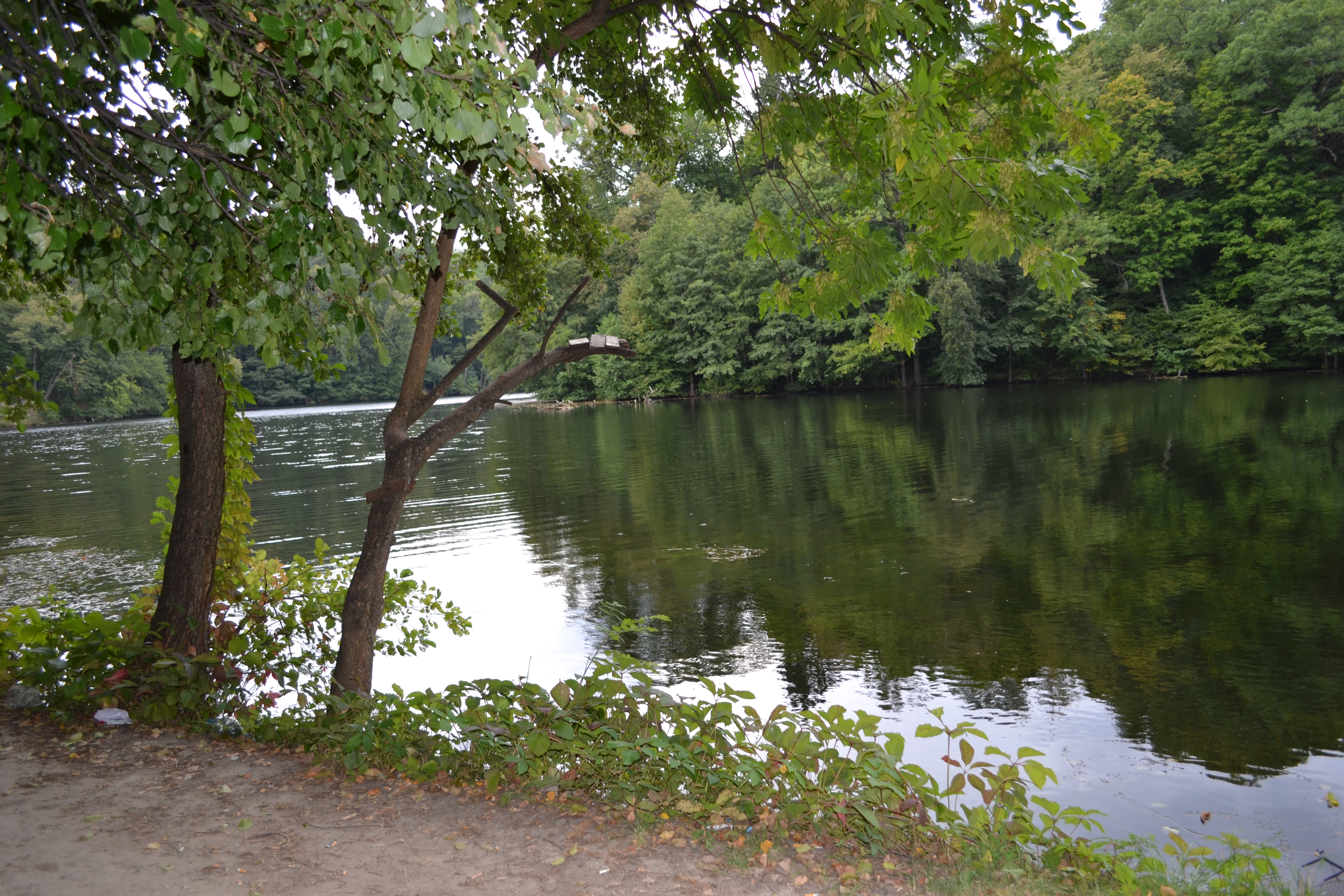